# 倉紡記念館
倉紡記念館（くらぼうきねんかん）は、岡山県倉敷市の倉敷アイビースクエア内にある、倉敷紡績の企業博物館である。倉敷紡績創業の1888年 (明治21年) に，原綿貯蔵用の倉庫として建てられたもの。国登録・建造物。

## 歴史
1888年（明治21年）に創業した倉敷紡績所（現 倉敷紡績）は、翌1889年に、倉敷代官所跡地に近代的な紡績工場を開設した。
1969年（昭和44年）、創業80周年を記念して倉紡記念館を開設。社員教育を目的としたものであったが、1971年より一般公開を開始した。1973年には、記念館を含む倉敷本社工場一帯が複合観光施設「倉敷アイビースクエア」としてオープンした。

## 建築
現在の倉紡記念館にあたる建物は原綿倉庫として建てられたもので、当初は2棟の建物であったが、明治30年前後の増築によりコの字型の建物となった。木造一部煉瓦造の2階建で、屋根は瓦葺。建築面積は701m2。1998年12月11日に登録有形文化財に登録された。

## 展示内容
展示室は5室からなり、第1室は明治時代の創業期の紡績機械や文書類、第2室は大正時代の、良好な労働環境を目指したことを表す資料類を展示。第3室では昭和の戦前・戦中期の資料、棟方志功による、従業員に向けて学問の大切さを説いた襖の書などを展示。第4室では戦後から平成にかけての事業多角化や、日本万国博覧会せんい館に関する資料の展示があり、第5室は写真や映像を交えた年表コーナーとなっている。

## 周辺
倉敷アイビースクエア内のアイビー学館、倉敷美観地区にある大原美術館は、本館との共通入場券が販売されている。